# Big Bash League 2012/13
Die Big Bash League 2012/13 war die zweite Saison dieser australischen Twenty20-Meisterschaft. Sieger waren die Brisbane Heat, die sich im Finale im WACA Ground mit 34 Runs gegen die Perth Scorchers durchsetzten.

## Format
Die acht Franchises spielten in einer Gruppe gegeneinander. Im Gegensatz zum Vorjahr absolvierte in der Saison 2012/13 jede Mannschaft acht statt sieben Spiele, was bedeutete, dass jede Mannschaft gegen eine Mannschaft zweimal und gegen alle anderen einmal spielte. Die beiden Finalisten qualifizierten sich für die Champions League Twenty20 2013.

## Gruppenphase
Tabelle
| Teams               | Sp. | S | N | NR | P  | RR     |
| ------------------- | --- | - | - | -- | -- | ------ |
| Melbourne Renegades | 8   | 7 | 1 | 0  | 14 | +0.791 |
| Perth Scorchers     | 8   | 5 | 3 | 0  | 10 | +1.322 |
| Melbourne Stars     | 8   | 5 | 3 | 0  | 10 | +0.246 |
| Brisbane Heat       | 8   | 4 | 4 | 0  | 8  | +0.464 |
| Adelaide Strikers   | 8   | 4 | 4 | 0  | 8  | −0.162 |
| Hobart Hurricanes   | 8   | 4 | 4 | 0  | 8  | −0.569 |
| Sydney Sixers       | 8   | 3 | 5 | 0  | 6  | −0.380 |
| Sydney Thunder      | 8   | 0 | 8 | 0  | 0  | −1.360 |

## Spiele

### Runde 1
| 7. Dezember Scorecard | Melbourne | Melbourne Stars 167-5 (20)       | – | Melbourne Renegades 168-2 (18.2) |
|                       |           | Renegades gewinnen mit 8 Wickets |   |                                  |

| 8. Dezember Scorecard | Sydney | Sydney Thunder 143-5 (20)     | – | Sydney Sixers 147-3 (18.4) |
|                       |        | Sixers gewinnen mit 7 Wickets |   |                            |

| 9. Dezember Scorecard | Brisbane | Brisbane Heat 172-6 (20)     | – | Hobart Hurricanes 175-2 (19) |
|                       |          | Hobart gewinnt mit 8 Wickets |   |                              |

| 9. Dezember Scorecard | Perth | Perth Scorchers 162-6 (20)     | – | Adelaide Strikers 164-4 (19.2) |
|                       |       | Adelaide gewinnt mit 6 Wickets |   |                                |

### Runde 2
| 12. Dezember Scorecard | Perth | Perth Scorchers 69 (15.2)               | – | Melbourne Stars 29-0 (2) |
|                        |       | Stars gewinnen mit 24 Runs (D/L method) |   |                          |

| 13. Dezember Scorecard | Adelaide | Adelaide Strikers 185-8 (20)   | – | Brisbane Heat 186-7 (20) |
|                        |          | Brisbane gewinnt mit 3 Wickets |   |                          |

| 14. Dezember Scorecard | Sydney | Sydney Thunder 116-7 (20)        | – | Melbourne Renegades 117-5 (18.2) |
|                        |        | Renegades gewinnen mit 5 Wickets |   |                                  |

| 15. Dezember Scorecard | Melbourne | Hobart Hurricanes 134-8 (20) | – | Melbourne Stars 135-6 (19.1) |
|                        |           | Stars gewinnen mit 4 Wickets |   |                              |

### Runde 3
| 16. Dezember Scorecard | Sydney | Sydney Sixers 113-9 (20)    | – | Perth Scorchers 114-3 (19.2) |
|                        |        | Perth gewinnt mit 7 Wickets |   |                              |

| 18. Dezember Scorecard | Brisbane | Brisbane Heat 109-4 (13.1)               | – | Perth Scorchers 51-1 (4.2) |
|                        |          | Perth gewinnt mit 9 Wickets (D/L method) |   |                            |

| 19. Dezember Scorecard | Melbourne | Hobart Hurricanes 102-9 (20)     | – | Melbourne Renegades 103-3 (13.2) |
|                        |           | Renegades gewinnen mit 7 Wickets |   |                                  |

| 20. Dezember Scorecard | Sydney | Adelaide Strikers 177-6 (20) | – | Sydney Thunder 126 (18.4) |
|                        |        | Adelaide gewinnt mit 51 Runs |   |                           |

### Runde 4
| 21. Dezember Scorecard | Melbourne | Melbourne Stars 177-6 (20) | – | Sydney Sixers 156-5 (20) |
|                        |           | Stars gewinnen mit 21 Runs |   |                          |

| 22. Dezember Scorecard | Melbourne | Brisbane Heat 133-7 (20)         | – | Melbourne Renegades 137-4 (19.1) |
|                        |           | Renegades gewinnen mit 6 Wickets |   |                                  |

| 23. Dezember Scorecard | Hobart | Hobart Hurricanes 177-4 (20) | – | Sydney Thunder 147-9 (20) |
|                        |        | Hobart gewinnt mit 30 Runs   |   |                           |

| 23. Dezember Scorecard | Adelaide | Sydney Sixers 135-6 (20)       | – | Adelaide Strikers 136-1 (15.5) |
|                        |          | Adelaide gewinnt mit 9 Wickets |   |                                |

### Runde 5
| 26. Dezember Scorecard | Sydney | Sydney Sixers 154-8 (20)     | – | Hobart Hurricanes 158-3 (19.5) |
|                        |        | Hobart gewinnt mit 7 Wickets |   |                                |

| 27. Dezember Scorecard | Adelaide | Melbourne Stars 175-8 (20) | – | Adelaide Strikers 167-4 (20) |
|                        |          | Stars gewinnen mit 8 Runs  |   |                              |

| 28. Dezember Scorecard | Sydney | Sydney Thunder 126 (20)        | – | Brisbane Heat 127-5 (16.4) |
|                        |        | Brisbane gewinnt mit 5 Wickets |   |                            |

| 29. Dezember Scorecard | Perth | Perth Scorchers 187-3 (20) | – | Melbourne Renegades 136 (19.1) |
|                        |       | Perth gewinnt mit 51 Runs  |   |                                |

### Runde 6
| 30. Dezember Scorecard | Sydney | Sydney Thunder 132-6 (20)     | – | Sydney Sixers 136-6 (19) |
|                        |        | Sixers gewinnen mit 4 Wickets |   |                          |

| 1. Januar Scorecard | Hobart | Perth Scorchers 152-8 (20)   | – | Hobart Hurricanes 153-4 (18.3) |
|                     |        | Hobart gewinnt mit 6 Wickets |   |                                |

| 2. Januar Scorecard | Melbourne | Melbourne Renegades 155-6 (20) | – | Adelaide Strikers 107 (18.3) |
|                     |           | Renegades gewinnen mit 48 Runs |   |                              |

| 3. Januar Scorecard | Brisbane | Brisbane Heat 171-5 (20)     | – | Melbourne Stars 147-9 (20) |
|                     |          | Brisbane gewinnt mit 24 Runs |   |                            |

### Runde 7
| 4. Januar Scorecard | Perth | Sydney Thunder 113-9 (20)   | – | Perth Scorchers 117-1 (13.2) |
|                     |       | Perth gewinnt mit 9 Wickets |   |                              |

| 5. Januar Scorecard | Hobart | Adelaide Strikers 162-4 (20) | – | Hobart Hurricanes 124-8 (20) |
|                     |        | Adelaide gewinnt mit 38 Runs |   |                              |

| 6. Januar Scorecard | Melbourne | Melbourne Stars 146-9 (20)       | – | Melbourne Renegades 147-1 (18.5) |
|                     |           | Renegades gewinnen mit 9 Wickets |   |                                  |

| 7. Januar Scorecard | Brisbane | Brisbane Heat 127-9 (20)      | – | Sydney Sixers 128-5 (19) |
|                     |          | Sixers gewinnen mit 5 Wickets |   |                          |

### Runde 8
| 8. Januar Scorecard | Melbourne | Melbourne Stars 145-8 (20) | – | Sydney Thunder 132 (19.4) |
|                     |           | Stars gewinnen mit 13 Runs |   |                           |

| 9. Januar Scorecard | Sydney | Melbourne Renegades 178-5 (20) | – | Sydney Sixers 149 (20) |
|                     |        | Renegades gewinnen mit 29 Runs |   |                        |

| 10. Januar Scorecard | Adelaide | Perth Scorchers 189-4 (20) | – | Adelaide Strikers 91 (18.3) |
|                      |          | Perth gewinnt mit 98 Runs  |   |                             |

| 12. Januar Scorecard | Hobart | Hobart Hurricanes 150-3 (20)   | – | Brisbane Heat 152-2 (14.1) |
|                      |        | Brisbane gewinnt mit 8 Wickets |   |                            |

## Playoffs

### Halbfinale
| 15. Januar Scorecard | Melbourne | Brisbane Heat 183-3 (20)     | – | Melbourne Renegades 168-9 (20) |
|                      |           | Brisbane gewinnt mit 15 Runs |   |                                |

| 16. Januar Scorecard | Perth | Melbourne Stars 183-2 (18)               | – | Perth Scorchers 139-2 (13) |
|                      |       | Perth gewinnt mit 8 Wickets (D/L method) |   |                            |

### Finale
| 19. Januar Scorecard | Perth | Brisbane Heat 167-5 (20)     | – | Perth Scorchers 133-9 (20) |
|                      |       | Brisbane gewinnt mit 34 Runs |   |                            |

## Statistiken

### Runs
Die meisten Runs der Saison wurden von den folgenden Spielern erzielt:
| Spieler         | Mannschaft          | Innings | Runs | Average | HS   | 100s | 50s |
| --------------- | ------------------- | ------- | ---- | ------- | ---- | ---- | --- |
| Shaun Marsh     | Perth Scorchers     | 9       | 412  | 58,85   | 85   | 0    | 5   |
| Luke Pomersbach | Brisbane Heat       | 10      | 397  | 44,11   | 112* | 1    | 2   |
| Brad Hodge      | Melbourne Stars     | 8       | 342  | 48,85   | 88   | 0    | 3   |
| Aaron Finch     | Melbourne Renegades | 8       | 332  | 66,40   | 111* | 1    | 1   |
| Ben Rohrer      | Melbourne Renegades | 8       | 295  | 49,16   | 57   | 0    | 2   |

### Wickets
Die meisten Wickets der Saison wurden von den folgenden Spielern erzielt:
| Spieler              | Mannschaft          | Overs | Wickets | Average | BBI  | 5W |
| -------------------- | ------------------- | ----- | ------- | ------- | ---- | -- |
| Ben Laughlin         | Hobart Hurricanes   | 30.0  | 14      | 15,35   | 4/31 | 0  |
| Lasith Malinga       | Melbourne Stars     | 28.0  | 13      | 10,69   | 6/7  | 1  |
| Ben Cutting          | Brisbane Heat       | 29.0  | 13      | 14,00   | 3/24 | 0  |
| Alfonso Thomas       | Perth Scorchers     | 28.4  | 12      | 14,91   | 4/8  | 0  |
| Muttiah Muralitharan | Melbourne Renegades | 32.0  | 11      | 17,36   | 3/18 | 0  |